# Phong Khai
Phong Khai (chữ Hán giản thể: 封开县, âm Hán Việt: Phong Khai huyện) là một huyện thuộc địa cấp thị Triệu Khánh, tỉnh Quảng Đông, Cộng hòa Nhân dân Trung Hoa. Phong Khai có diện tích 2723 km², dân số 470.000 người. Mã số bưu chính của huyện Phong Khai là 526500. Huyện lỵ nằm ở trấn Giang Khẩu. Về mặt hành chính, Phong Khai được chia thành các đơn vị hành chính gồm 16 trấn.
- Trấn: Giang Khẩu, Nam Phong, Trường An, Kim Trang, Bạch Cấu, Liên Đô, Ngư Lạo, Hạnh Hoa, La Đổng, Trường Cương, Bình Phượng, Đại Châu, Đô Bình, Giang Xuyên, Đại Ngọc Khẩu, Hà Nhi Khẩu.